# Sistema Valeriano

El Sistema Valeriano es un sistema de barras armónicas para guitarra flamenca creado por Valeriano Bernal y su hijo Rafa de Valeriano.

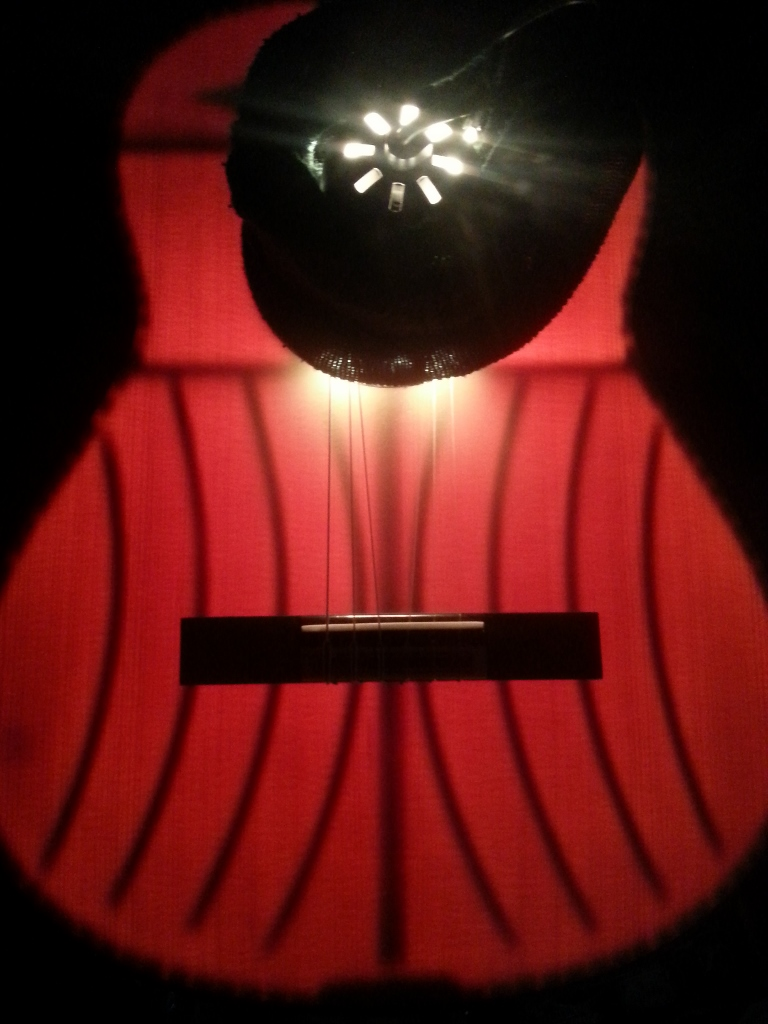
Sistema Valeriano de barras armónicas

## Descripción
El sistema está basado en 8 barras curvas dispuestas en la dirección de la veta de la tapa y orientadas hacia el exterior. Simétricamente dispuestas y separadas por un refuerzo central quedando 4 a la derecha y 4 a la izquierda.

## Historia
En el año 1999, Valeriano Bernal decidió probar en la tapa de una de sus guitarras un nuevo sistema de barras armónicas que había ideado, un sistema propio, otro más de los que se han diseñado y probado en su taller, pero la forma de este era muy peculiar y distinta a todos los sistemas conocidos, el resultado de aquella prueba fue muy satisfactorio y muy distinto, por lo que decidió continuar con su desarrollo. 
Durante los siguientes 13 años, junto a su hijo Rafa de Valeriano, continuó desarrollando y probando este sistema, variando distancias, ángulos y otros aspectos, construyendo más de 30 guitarras de pruebas en todo este tiempo, hasta que consideraron encontrado el equilibrio y sonido que buscaban. 
Desde el año 2012 se está incluyendo este sistema en las guitarras de alta gama firmadas por Rafa de Valeriano.

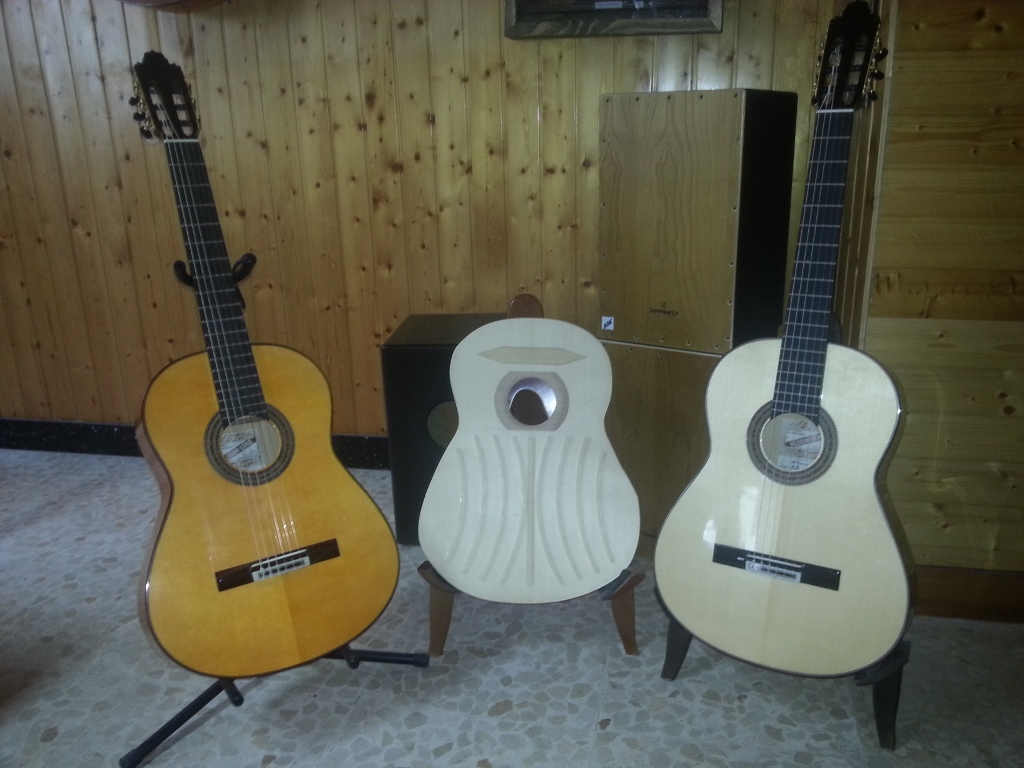
Sistema Valeriano de barras armónicas